# Galitzenbach
Galitzenbach är ett vattendrag i Österrike. Det ligger i förbundslandet Tyrolen, i den centrala delen av landet, 300 km sydväst om huvudstaden Wien.
Trakten runt Galitzenbach består i huvudsak av gräsmarker. Runt Galitzenbach är det ganska glesbefolkat, med 25 invånare per kvadratkilometer.